# ロワイヤン
ロワイヤン（Royan;フランス語発音: [ʁwajɑ̃]; 現地発音: [ʁwejɑ̃]; オック語: Roian）は、フランス南西部、ヌーヴェル＝アキテーヌ地域圏、シャラント＝マリティーム県に位置する都市(コミューン)。国際的な海岸リゾート地である。住民はロワイヤネ(Royannais)やロワイヤネーズ(Royannaises)と呼ばれている。コート・ド・ボーテの中心地で、フランス大西洋沿岸の重要なリゾート地の一つであり、5つのビーチや1000艘以上のボートが利用するマリーナ、現在も使われている漁港がある。2013年現在、広域都市圏の人口は48,982人である。2015年時点で町には18,393人の住民がいる。
ロワイヤンはアルヴェール半島の、ジロンド川河口の東岸に位置する。大西洋に面し、ラ・ロシェルから南に60km、ボルドーから北に約100kmに位置している。ロワイヤンは戦略上重要な場所の一つであり、特に西ゴート族とヴァイキングにとっては垂涎の地であった。宗教改革ではロワイヤンはプロテスタントの本拠地となったが、フランス王ルイ13世によって包囲されて滅ぼされた。復古王政の時代、そして特に第二帝政の時代には海水浴場で知られることとなった。狂騒の20年代には多くの芸術家を惹きつけた。
1944年9月と1945年4月に行われた連合国の爆撃によって町は破壊された。かつて「殉教の町」として知られていたロワイヤンは「都市計画の実験場」と公的に宣言されて、現在は1950年代の近代建築のショーケースとして知られている。2010年には芸術と歴史の街(Ville d'Art et d'Histoire)に登録された 今日では観光と文化の中枢であり、毎年夏に約9万人の観光客が来る。

## 姉妹都市
- ゴスポート、イングランド、イギリス
- バリンゲン、ドイツ
- ナフプリオ、ギリシャ